# 王文煥 (知縣)
王文焕（？—？），直隶涿州（今河北涿州）人，是一名清朝政治人物。荫生出身。
王文焕曾于1697年接替李继勋任嘉定县知县一职，1702年由魏锡曾接任。